# Wyszogród (Mazovské vojvodství)
Wyszogród je město v Polsku v Mazovském vojvodství v okrese Płock, ležící na pravém břehu řeky Visly. V roce 2024 zde žilo 2 393 obyvatel.

## Název
Název města odkazuje na jeho polohu na návrší vysoko nad řekou a znamená „vysoký hrad“.

## Historie
První písemná zmínka pochází z let 1112–1116. V 8. století byl významným kultovním střediskem Slovanů. V letech 1975–1998 město administrativně patřilo do Płockého vojvodství.

## Kultura a sport
Wyszogród je oblastním kulturním centrem. Ve městě je městská veřejná knihovna, která má konferenční místnost a pořádá sympozia a výstavy. Ve městě je Lidový sportovní klub „Stegny“. Wyszogród má městský stadion, kde se hrají zápasy místního klubu, a nedávno[kdy?] otevřenou plnohodnotnou sportovní halu.